# 周忠良
周忠良（1953年12月—2019年4月29日），男，汉族，贵州平坝人，中华人民共和国政治人物，曾任贵州省人大常委会副主任、党组成员。